# Sandacznik
Sandacznik – jezioro w województwie lubuskim, w powiecie sulęcińskim, w gminie Sulęcin. 

## Charakterystyka
Akwen znajduje się na północny wschód od Jeziora Recze. Na północy jezioro połączone jest krótkim kanałem z niewielkim Jeziorem Piżmaczym Powierzchnia jeziora to 14,0 ha. Jezioro znajduje się na terenie wędrzyńskiego poligonu wojskowego i jest w dyspozycji MON.